# Hans Fischer (Chemiker)

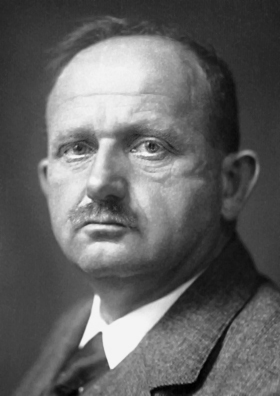
Hans Fischer, 1930

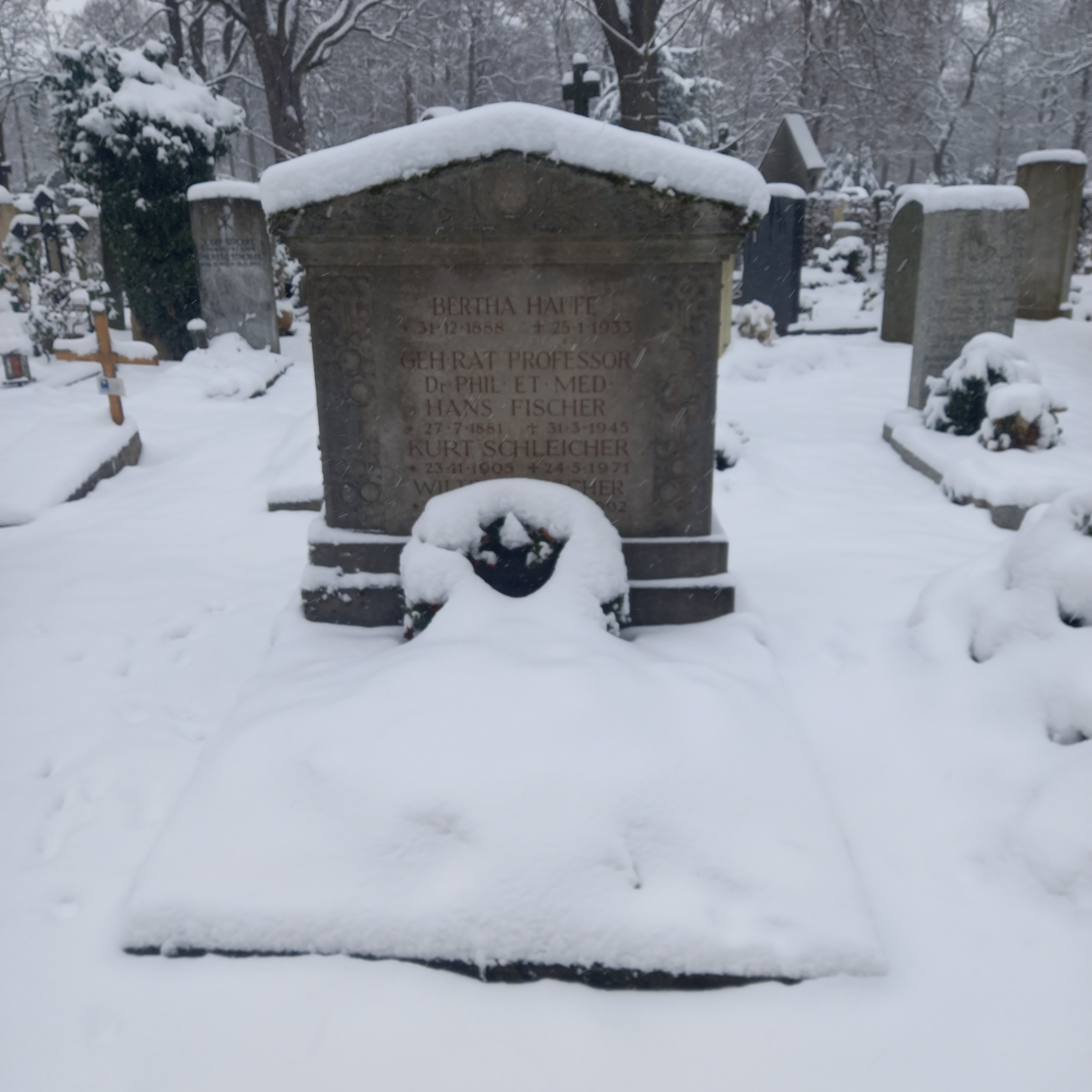
Das Grab von Hans Fischer und seiner Ehefrau Wiltrud geborene Haufe im Familiengrab auf dem Ostfriedhof (München)

Hans Fischer (* 27. Juli 1881 in Höchst am Main; † 31. März 1945 in München) war ein deutscher Chemiker und Mediziner. Für seine Arbeiten „über den strukturellen Aufbau der Blut- und Pflanzenfarbstoffe und für die Synthese des Hämins“ wurde Fischer 1930 mit dem Nobelpreis für Chemie geehrt.

## Biografie
Fischers Eltern waren Anna Fischer, geborene Herdegen, und der Privatdozent Eugen Fischer, ein Chemiker und Firmendirektor bei der Wiesbadener Firma Kalle & Co. Nach der Grundschule in Stuttgart besuchte Fischer das Humanistische Gymnasium in Wiesbaden, das er 1899 mit dem Abitur abschloss.

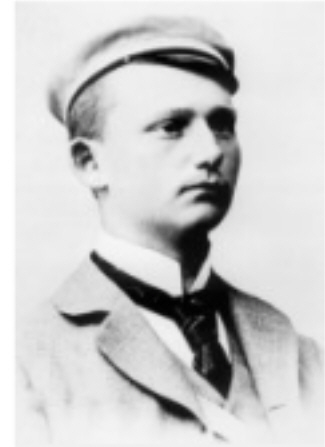
Hans Fischer als Student und Burschenschafter

Anschließend studierte Fischer in Lausanne, München und Marburg Chemie und Medizin. In Marburg wurde er 1899 Mitglied der Burschenschaft Alemannia Marburg. Das Chemiestudium schloss er 1904 bei Theodor Zincke  an der Universität Marburg mit einer Promotion über das Thema Beiträge zur Kenntnis der 4-Oxy-1,2-toluylsäure ab. Es folgte bis 1908 ein Medizinstudium in München, 1908 wurde Fischer in Medizin promoviert.
Im Anschluss arbeitete Fischer in den Jahren 1908 bis 1915 als Assistent an der Zweiten Medizinischen Klinik in München bei Friedrich von Müller, gleichzeitig absolvierte er von 1910 bis 1911 einen Forschungsaufenthalt am Ersten Chemischen Institut Berlin bei Emil Fischer. 1912 habilitierte sich Fischer als Professor für Innere Medizin; 1913 wurde er Nachfolger von E. F. Weinland am Physiologischen Institut München. Dort wurde er 1915 zum außerordentlichen Professor an der Medizinischen Fakultät der Universität München ernannt.
Im Jahr 1916 wurde Fischer zum Nachfolger von Adolf Windaus als Professor für Medizinische Chemie an die Universität Innsbruck berufen. Von dort folgte er 1918 einem Ruf der Universität Wien, wo er bis 1921 den Lehrstuhl für Medizinische Chemie innehatte. 1921 wurde Fischer als Nachfolger von Heinrich Wieland Lehrstuhlinhaber für Organische Chemie an der Technischen Hochschule München.
1935 heiratete Fischer Wiltrud Haufe.
Nachdem sein Institut und seine Arbeit durch die Einwirkungen des Zweiten Weltkrieges zerstört worden waren, wählte Fischer aus Verzweiflung darüber im Frühjahr 1945 den Freitod. 1947 wurde sein Lehrstuhl von Stefan Goldschmidt eingenommen.
Er ist Namensgeber für die gemeinnützige Hans-Fischer-Gesellschaft mit Sitz in München.

## Wirken
Fischers Lebenswerk galt der Chemie und Konstitutionsaufklärung der Pyrrolfarbstoffe. Er arbeitete über die Gallenfarbstoffe Urobilin, Biliverdin und Bilirubin, das er 1942 erfolgreich synthetisierte. 1928 gelang Fischer die Synthese des Farbstoffs Hämin.
Fischer nahm auch die von Richard Willstätter begonnenen Forschungen über Chlorophyll wieder auf, 1940 konnte er die Struktur des Moleküls aufklären. Er arbeitete auch an der Totalsynthese, was durch den Zweiten Weltkrieg und dessen Folgen abgeschnitten wurde. Seine Forschungsergebnisse wurden 1960 durch Robert B. Woodwards Chlorophyllsynthese bestätigt, an dem ein internationales Team arbeitete. Unabhängig von Woodward und einige Monate vor diesem gelang an Hans Fischers Wirkungsstätte in München die Totalsynthese auf anderem Weg durch seine ehemaligen Mitarbeiter Alfred Treibs und Martin Strell, die auf den Arbeiten von Fischer aufbauten. Ziel beider Gruppen war die Synthese von Phäophorbid a, da Willstätter ausgehend von diesem Molekül die Restsynthese schon beschrieben hatte.

## Ehrungen und Mitgliedschaften
- 1919 Mitglied der Leopoldina
- 1925 erfolgte Fischers Ernennung zum Geheimen Regierungsrat.
- 1926 wurde Fischer zum korrespondierenden Mitglied der Göttinger Akademie der Wissenschaften gewählt.[7]
- 1926 Wahl zum ordentlichen Mitglied der Bayerischen Akademie der Wissenschaften.
- 1929 erhielt Fischer die Liebig-Denkmünze der Gesellschaft Deutscher Chemiker.
- 1930 bekam er den Nobelpreis für Chemie für seine Häminsynthese.
- 1936 erhielt er für seine Forschungen die Ehrendoktorwürde der Universität Harvard.
- 1941 wurde er als korrespondierendes Mitglied in die Preußische Akademie der Wissenschaften aufgenommen.
- 1943 Ehrenmitglied der Leopoldina
- 1976 wurde der Mondkrater Fischer nach ihm und Emil Fischer benannt.[8]

## Schriften
- mit Hans Orth: Die Chemie des Pyrrols. 3 Bände, Leipzig 1934–1940.